# Gruppenobjekt
Ein Gruppenobjekt ist in der Kategorientheorie eine Verallgemeinerung des Begriffs der Gruppe. Ein typisches Beispiel für ein Gruppenobjekt ist eine topologische Gruppe.

## Definition
Sei {\displaystyle {\mathcal {C}}} eine Kategorie mit endlichen Produkten. Wir bezeichnen das Finalobjekt mit {\displaystyle 1}. Ein Gruppenobjekt in {\displaystyle {\mathcal {C}}} ist ein Objekt {\displaystyle G} von {\displaystyle {\mathcal {C}}} zusammen mit drei Morphismen
- {\displaystyle m\colon G\times G\to G}, Multiplikation
- {\displaystyle e\colon 1\to G}, Inklusion des neutralen Elements
- {\displaystyle i\colon G\to G}, Inversion

sodass die folgenden Eigenschaften erfüllt sind:
- {\displaystyle m} ist assoziativ, das heißt {\displaystyle m\circ (m\times \mathrm {id} _{G})=m\circ (\mathrm {id} _{G}\times m)} als Morphismen {\displaystyle G\times G\times G\to G}.
- {\displaystyle e} ist ein zweiseitiges neutrales Element für {\displaystyle m}, das heißt {\displaystyle m\circ (\mathrm {id} _{G}\times e)=p_{1}} und {\displaystyle m\circ (e\times \mathrm {id} _{G})=p_{2}}, wobei {\displaystyle p_{1}\colon G\times G\to G} (bzw. {\displaystyle p_{2}}) die Projektion auf den ersten (bzw. zweiten) Faktor ist.
- {\displaystyle i} ist ein zweiseitiges inverses Element für {\displaystyle m}, das heißt {\displaystyle m\circ (i\times \mathrm {id} _{G})\circ \Delta _{G}=e} und {\displaystyle m\circ (\mathrm {id} _{G}\times i)\circ \Delta _{G}=e}. Hier bezeichnet {\displaystyle \Delta _{G}\colon G\to G\times G} die Diagonale.

Diese Regeln sind den Gruppenaxiomen nachempfunden. Ein Morphismus von Gruppenobjekten {\displaystyle (G,m,e,i)\to (G',m',e',i')} ist ein Morphismus {\displaystyle f\colon G\to G'}, der mit den Strukturmorphismen verträglich ist, das heißt {\displaystyle f\circ m=m'\circ (f\times f)}, {\displaystyle f\circ i=i'\circ f} und {\displaystyle f\circ e=e'}.
Die Klasse der Gruppenobjekte von {\displaystyle {\mathcal {C}}} bildet zusammen mit Morphismen von Gruppenobjekten wieder eine Kategorie, die wir für den Rest des Artikels mit {\displaystyle {\mathsf {Grp}}({\mathcal {C}})} bezeichnen.
Alternativ kann ein Gruppenobjekt als darstellbarer Funktor {\displaystyle F\colon {\mathcal {C}}^{\mathrm {op} }\to \mathbf {Grp} } in die Kategorie der Gruppen {\displaystyle \mathbf {Grp} } beschrieben werden. Nach dem Yoneda-Lemma sind beide Definitionen äquivalent.
Ein Gruppenobjekt ist kommutativ, wenn {\displaystyle m\circ \tau =m} gilt. Hierbei ist {\displaystyle \tau \colon G\times G\to G\times G} die Vertauschung. Sie wird von der universellen Eigenschaft des Produktes von {\displaystyle p_{2}} und {\displaystyle p_{1}} induziert.

## Beispiele
- Jede Gruppe kann als Gruppenobjekt in der Kategorie der Mengen {\displaystyle \mathbf {Set} } aufgefasst werden. Umgekehrt definiert jedes Gruppenobjekt in {\displaystyle \mathbf {Set} } eine Gruppe. Die Kategorien {\displaystyle \mathbf {Grp} } und {\displaystyle {\mathsf {Grp}}(\mathbf {Set} )} sind also äquivalent.
- Auf ähnliche Weise ist jede topologische Gruppe ein Gruppenobjekt in der Kategorie der topologischen Räume.
- Eine abelsche Gruppe ist ein Gruppenobjekt in der Kategorie der Gruppen. Die Strukturmorphismen eines Gruppenobjektes in der Kategorie der Gruppen stimmen nach dem Eckmann-Hilton-Argument mit der ursprünglichen Gruppenstruktur überein.
- Eine Lie-Gruppe ist ein Gruppenobjekt in der Kategorie der glatten Mannigfaltigkeiten.
- Eine Lie-Supergruppe ist ein Gruppenobjekt in der Kategorie der Supermannigfaltigkeiten.
- Eine H-Gruppe ist ein Gruppenobjekt in der Homotopiekategorie topologischer Räume {\displaystyle \mathbf {hTop} }.
- Eine algebraische Gruppe ist ein Gruppenobjekt in der Kategorie der algebraischen Varietäten.
- Ein Gruppenschema ist ein Gruppenobjekt in der Kategorie der Schemata. Elliptische Kurven und allgemeiner abelsche Varietäten können als Gruppenschemata aufgefasst werden.
- Eine abelsche Garbe auf einem topologischen Raum oder einem Situs ist ein abelsches Gruppenobjekt in der Kategorie der Garben.
- Ist {\displaystyle {\mathcal {A}}} eine abelsche Kategorie, so ist jedes Objekt auf eindeutige Weise ein kommutatives Gruppenobjekt.
- Eine strikte 2-Gruppe ist ein Gruppenobjekt in der Kategorie der kleinen Kategorien.

## Kogruppenobjekte
Analog kann man in einer Kategorie {\displaystyle {\mathcal {C}}} mit endlichen Koprodukten sogenannte Kogruppenobjekte definieren. Wir sprechen von Komultiplikation, koneutralem Element und Koinversion. Die Kogruppenobjekte von {\displaystyle {\mathcal {C}}} sind gerade die Gruppenobjekte von {\displaystyle {\mathcal {C}}^{\mathrm {op} }}. Wir können Kogruppenobjekte auch als darstellbare Funktoren {\displaystyle {\mathcal {C}}\to \mathbf {Grp} } auffassen. Die Kogruppenobjekte bilden eine Kategorie {\displaystyle {\mathsf {CoGrp}}({\mathcal {C}})}. Ein Kogruppenobjekt ist kokommutativ, wenn es als Gruppenobjekt von {\displaystyle {\mathcal {C}}^{\mathrm {op} }} kommutativ ist.
Beispiele für Kogruppenobjekte sind:
- Die Kategorie {\displaystyle {\mathsf {CoGrp}}(\mathbf {Set} )} enthält nur die leere Kogruppe {\displaystyle \emptyset } als Objekt. Genauso enthält {\displaystyle {\mathsf {CoGrp}}(\mathbf {Top} )} nur die leere Kogruppe.
- Eine kommutative Hopf-Algebra ist ein Kogruppenobjekt in der Kategorie der kommutativen Ringe. Die Kategorie der kommutativen Hopf-Algebren ist anti-äquivalent zur Kategorie der affinen Gruppenschemata.[1]
- Eine H-Kogruppe ist ein Kogruppenobjekt in der Homotopiekategorie punktierter topologischer Räume {\displaystyle \mathbf {hTop} _{*}}.
- In einer abelschen Kategorie {\displaystyle {\mathcal {A}}} besitzt jedes Objekt eine eindeutige kokommutative Kogruppenstruktur. Die Komultiplikation ist durch die Diagonale gegeben.[2]

## Gruppenobjekte als Modelle
Ist {\displaystyle {\mathcal {E}}} ein Topos, so ist ein Modell der Theorie der Gruppen über {\displaystyle {\mathcal {E}}} gerade ein Gruppenobjekt in {\displaystyle {\mathcal {E}}}. In diesem Zusammenhang können auch Torsore über Gruppenobjekten definiert werden.